# Andrzej Zakrzewski (radiowiec)
Andrzej Zakrzewski (ur. 1942, zm. 7 czerwca 2017) – redaktor Polskiego Radia.

## Życiorys
W młodości pracował w Rozgłośni Harcerskiej. Od 1976 do śmierci związany był z Programem Trzecim Polskiego Radia, gdzie kierował Redakcją Rozrywki. Był też autorem tekstów satyrycznych i audycji, takich jak „BAR”, „Powtórka z rozrywki”, „Ra-Tu-Ro, czyli Radiowy Turniej Rozrywki”. Pod koniec życia wybierał „Przeboje Trójkowej Rozrywki”.